# New Hampshire
New Hampshire savezna je država SAD-a. Nalazi se u Novoj Engleskoj, tj. sjeveroistoku SAD-a. Glavni grad New Hampshirea je Concord, a najveći Manchester.

## Okruzi
New Hampshire sastoji se od 10 okruga (counties).

## Stanovništvo
Indijanci
Prastanovnici Indijanci pripadali su jezičnom rodu Algonquian i plemenskim savezima Abenaki s plemena Ossipee i Pequawket i Pennacook s plemenima: Amoskeag, Coosuc, Pennacook, Piscataqua, Souhegan, Squamscot, Wachuset, Wamesit, Winnecowet i Winnipesaukee.

## Najveći gradovi
(stanje 1. srpnja 2004.)
- Manchester - 109.310
- Nashua - 87.411
- Concord - 42.345
- Rochester - 29.757
- Dover - 28.495
- Keene - 22.955
- Portsmouth - 20.786

- Concord
- Keene
- Nashua